# يونيتي تكنولوجيز
يونيتي تكنولوجيز (بالإنجليزية: Unity Technologies SF)‏ هي الشركة المطورة لمحرك الألعاب يونيتي. تأسست في عام 2004 من قبل ديفيد هيلجاسن، نيكولاس فرانسيس، ويوايكم آنتي في كوبنهاغن، الدنمارك بعدما فشلت لعبتهم جووبال في تحقيق النجاح. أدرك الثلاثة قيمة محرك الألعاب وأدوات التطوير وقرروا إنشاء محرك ألعاب يمكن للجميع إستخدامه بسعر مناسب.